# Lara Schmidt (Fußballspielerin)
Lara Schmidt (* 21. Juli 2000 in Wetzlar) ist eine deutsche Fußballspielerin. Die ehemalige Juniorennationalspielerin gehört seit der Saison 2024/25 dem Bundesligisten Werder Bremen an.

## Karriere

### Vereine

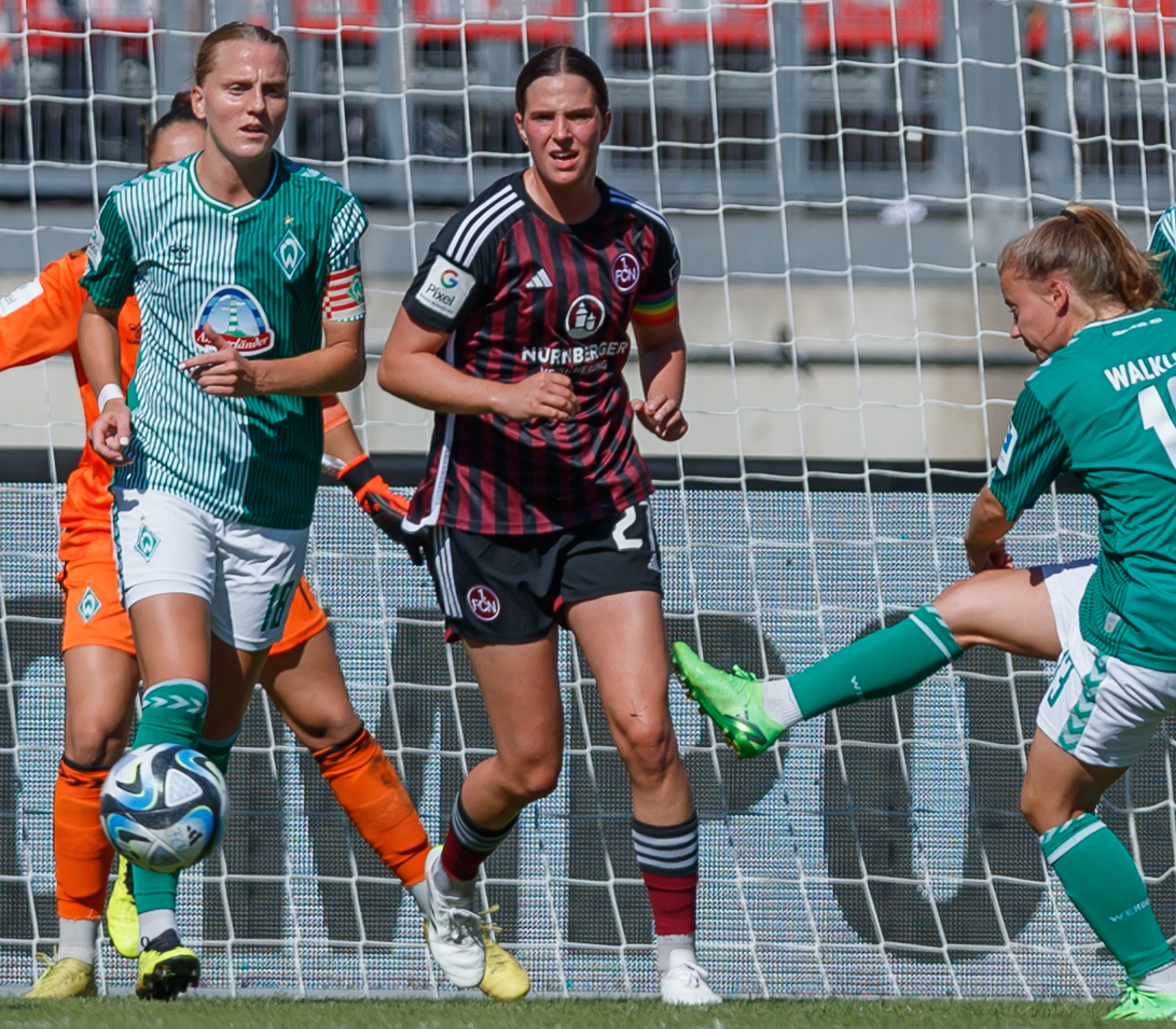
Lara Schmidt, Mitte, 2023, beim 1. FC Nürnberg gegen SV Werder Bremen.

Lara Schmidt hatte im Jahr 2005 beim FC Cleeberg mit dem Fußballspielen begonnen, bevor sie rund zehn Jahre später im Jahre 2015 zum FSV Hessen Wetzlar wechselte. Nach einer Spielzeit für die U-17 des FSV Hessen Wetzlar und 21 Spielen in der männlichen C-Jugend des TSG Gießen-Wieseck, mit der sie 2016 Hessenmeister wurde, wechselte sie im Sommer 2016 in die U-17 des FF USV Jena. Sie rückte im Herbst 2017 im Alter von 17 Jahren in den Zweitligakader der Reserve von FF USV Jena auf und gab ihr Debüt am 10. September 2017 im Auswärtsspiel gegen Arminia Bielefeld, das mit 0:2 verloren wurde. Nach vier Einsätzen, in denen sie ein Tor erzielt hatte, rückte Schmidt im Januar 2018 in die Bundesliga-Mannschaft auf. Schmidt feierte am 13. Februar 2018 im Nachholspiel des elften Spieltags gegen den MSV Duisburg ihr Bundesligadebüt. Das Spiel gewann Jena mit 3:0. Nach zwei Jahren für die erste Mannschaft des FF USV Jena verkündete sie am 3. Juni 2019 ihren Wechsel zum 1. FFC Turbine Potsdam. In der Winterpause 2021/22 verließ sie Potsdam und wechselte in die Schweiz zum FC Basel. Zur Saison 2023/24 kehrte sie zurück nach Deutschland zum 1. FC Nürnberg.
Zur Saison 2024/25 wurde sie vom Bundesligisten Werder Bremen verpflichtet.

### Nationalmannschaft
Am 28. September 2016 wurde Schmidt – gemeinsam mit ihren Mitspielerinnen Maren Tellenbröker und Anna Lena Riedel – in die U17-Nationalmannschaft berufen. Nach vier Spielen für die U16-Nationalmannschaft und einem Länderspiel für die U17-Nationalmannschaft wurde Schmidt am 5. November 2017 erstmals in die U19-Fußballnationalmannschaft berufen.

## Erfolge
- DFB-Pokal-Finalistin: 2024/25